# Joakim Nygård
Johan Alvar Joakim Nygård, född 8 januari 1993 i Stockholm, är en svensk ishockeyspelare och assisterande kapten för Färjestad BK i Svenska Hockeyligan (SHL) Han har tidigare spelat för Edmonton Oilers.
Han kännetecknas av teknisk skicklighet och snabb skridskoåkning.

## Karriär

### Tidig karriär
Nygårds moderklubb är Stockholmsklubben Skå IK, vars juniorlag han spelade för under tidiga tonåren. År 2008 flyttade Nygård, då 15 år gammal, från Stockholm till Sunne i Värmlands län för att spela för Sunne IK:s J-18 och J-20 lag. Han kom även att spela tio matcher för A-laget.

### Färjestad BK
Nygård fick sitt stora genombrott i Karlstadklubben Färjestad BK. Han värvades till Färjestad BK:s organisation inför säsongen 2011/2012 för spel i J-20 laget. Han kom snabbt att bli en av de mest tongivande spelarna i J-20 laget. Han gjorde 46 poäng, varav 16 mål, på 49 matcher första säsongen. Framgångarna ledde till att han under det kommande året, säsongen 2012/13, fick chansen att spela 28 matcher för Färjestad BK i SHL.
I mars 2013 skrev Nygård på sitt första A-lagskontrakt med Färjestad BK. Sedan säsongen 2013/2014 har han varit en av lagets ordinarie spelare. Under sin första hela säsong stod han för 14 poäng på 50 matcher. I slutspelet, där var med och tog SM-silver, gjorde han fyra poäng på 15 matcher. Han har därefter ökat sin poängskörd för varje säsong. Säsongen 2015/2016 gjorde han 19 poäng (varav 12 mål) på 47 matcher. Säsongen 2016/2017 var han en av de mest tongivande i laget och noterades för 29 poäng (varav 16 mål) på 52 matcher. Till följd av framgångarna erbjöds han i december 2016 förlängt kontrakt med två år. I januari 2019 förlängde han sitt kontrakt med ytterligare tre år.
Nygård hade sin hittills poängbästa säsong 2018/2019. Han gjorde totalt 35 poäng (varav 21 mål) på 52 matcher. Med 21 gjorda mål, är detta även hans målbästa säsong under hela karriären. Han slutade tvåa i SHL:s målliga med endast två mål upp till ettan Emil Bemström. I poängligan kom han på 15:e plats. I början av SM-slutspelet utgjorde Nygård ett giftigt radarpar med Michael Lindqvist. Inför säsongen 2021/2022 blev det officiellt att Nygård skrivit på ett sexårskontrakt med Färjestad, vilket är det längsta kontraktet i klubbens historia.

### Edmonton Oilers
Nygård är inte draftad av någon NHL organisation. Inför säsongen 2019/2020 skrev han på ett ettårskontrakt med Edmonton Oilers i NHL. Han noterades för 9 poäng på 33 spelade matcher under sin debutsäsong i NHL. Han förlängde sitt kontrakt med Edmonton Oilers i februari 2020. Med anledning av Covid-19 pandemin tvingades grundserien i NHL säsongen 2020/2021 att senareläggas till den 13 januari 2021. Nygård blev därför utlånad till Färjestad BK, för vilka han spelade 15 matcher och svarade för 10 poäng innan han återkallades till NHL i december 2020. Han spelade 9 matcher för Edmonton under säsongen 2020/2021. 

## Statistik

### Klubbkarriär
| 2011–12    | Färjestad BK J20 | SuperElit  | 49  | 16  | 30  | 46  | 42  | 5  | 1  | 4  | 5  | 25 |
| 2012–13    | Färjestad BK J20 | SuperElit  | 37  | 16  | 29  | 45  | 62  | 6  | 5  | 2  | 7  | 0  |
| 2012–13    | Färjestad BK     | SHL        | 28  | 1   | 1   | 2   | 31  | 4  | 0  | 0  | 0  | 0  |
| 2013–14    | Färjestad BK J20 | SuperElit  | 6   | 6   | 5   | 11  | 0   | –  | –  | –  | –  | –  |
| 2013–14    | Färjestad BK     | SHL        | 50  | 3   | 11  | 14  | 12  | 15 | 0  | 0  | 0  | 0  |
| 2014–15    | Färjestad BK     | SHL        | 44  | 9   | 5   | 14  | 10  | –  | –  | –  | –  | –  |
| 2015–16    | Färjestad BK     | SHL        | 47  | 12  | 7   | 19  | 16  | 5  | 1  | 0  | 1  | 0  |
| 2016–17    | Färjestad BK     | SHL        | 52  | 16  | 13  | 29  | 26  | 7  | 0  | 3  | 3  | 2  |
| 2017–18    | Färjestad BK     | SHL        | 52  | 17  | 17  | 34  | 28  | 6  | 1  | 1  | 2  | 4  |
| 2018–19    | Färjestad BK     | SHL        | 52  | 21  | 14  | 35  | 20  | 12 | 5  | 5  | 10 | 4  |
| 2019–20    | Edmonton Oilers  | NHL        | 33  | 3   | 6   | 9   | 8   | —  | —  | —  | —  | —  |
| 2020–21    | Färjestad BK     | SHL        | 15  | 7   | 3   | 10  | 6   | —  | —  | —  | —  | —  |
| 2020–21    | Edmonton Oilers  | NHL        | 9   | 0   | 0   | 0   | 4   | —  | —  | —  | —  | —  |
| 2021–22    | Färjestad BK     | SHL        | 52  | 16  | 25  | 41  | 30  | 19 | 3  | 12 | 15 | 6  |
| 2022–23    | Färjestad BK     | SHL        | 49  | 18  | 20  | 38  | 34  | 7  | 1  | 3  | 4  | 2  |
| 2023–24    | Färjestad BK     | SHL        | 50  | 14  | 23  | 37  | 24  | 4  | 0  | 2  | 2  | 0  |
| SHL totalt | SHL totalt       | SHL totalt | 491 | 134 | 139 | 273 | 237 | 84 | 12 | 30 | 42 | 24 |
| NHL totalt | NHL totalt       | NHL totalt | 42  | 3   | 6   | 9   | 12  | —  | —  | —  | —  | —  |